# Storabborrtjärnen (Arvidsjaurs socken, Lappland)
Storabborrtjärnen är en sjö i Arvidsjaurs kommun i Lappland och ingår i Skellefteälvens huvudavrinningsområde.